# Узиэль, Матан
Матан Узиэль (Matan Uziel, родился 21 апреля 1985 года) — израильский блогер, кинорежиссёр, кинопродюсер и бывший модельный агент, представлявший, помимо других моделей индустрии моды, музу легендарного модельера Сен-Лоран, Ив — израильскую супермодель Мааян Керет. Является основателем кинопроекта «Real Women Real Stories».

## Эльзагейт (с 2017 года по настоящее время)

### Ноябрь 2017 года
22 ноября на американском новостном сайте «BuzzFeed News» была опубликована статья об обескураживающих видеороликах, в которых дети изображались, пребывая в шокирующих и непристойных ситуациях. Информация о статье поступила при посредстве Матана Узиэля, чьё персональное расследование и подробный отчёт по этому вопросу 22 сентября были направлены в Федеральное бюро расследований, информируя при этом его руководство о наличии «десятков тысяч видеороликов, доступных на видеохостинге YouTube, которые, как нам теперь стало понятно, создавались для того, чтобы служить прикрытием для реализации патологических фантазий извращёнными и ненормальными взрослыми людьми, интернет-педофилами».
27 ноября YouTube объявил в своём заявлении, адресованном «BuzzFeed News», что силами компании «было закрыто более 270 учётных записей и удалено более 150000 видеороликов», «были отключены комментарии к более чем 625000 видео, которые были выбраны в качестве объектов усиленного интереса со стороны интернет-педофилов», а также «была удалена реклама из почти 2 миллионов видеороликов и более 50000 каналов, которые маскировались, классифицируя свои информационные видеоматериалы как семейные».
Узиэль дал многочисленные интервью против удаления YouTube контента, который «может быть чувствительным, но служит общественному благу». По его мнению подобный контент не должен удаляться с YouTube.

## Дело о клеветеРомана Полански
В декабре 2017 года Полански подал иск на 1,5 миллиона шекелей в магистратский суд города Герцлия против Матана Узиэля. Полански утверждал, что Узиэль на своём веб-сайте (адрес в сети Интернет: www.imetpolanski.com) заведомо ложно сообщал о том, что пять женщин признались в сексуальных преступлениях (изнасилованиях, домогательствах, преследованиях), направленных против них, со стороны Поланского. Реагируя на эти публикации, Роман Полански подал в суд иск о клевете и о защите чести, достоинства и деловой репутации. Уже после подачи иска магистратский суд города Герцлия отклонил ходатайство Поланского об освобождении его от обязанности личного присутствия на суде.
В то время как Полански продолжал приводить разнообразные доводы для обоснования отсутствия у него возможности лично явиться в суд, судья, председательствующий в судебном заседании, Гилад Хесс, отклонял их один за другим и в конце концов обязал Поланского выплатить Узиэлю 10 000 шекелей для покрытия им судебных расходов. В ноябре 2018 года была опубликована информация о том, что Полански решил отказаться от исковых требований, и как результат — суд постановил, что он должен выплатить Узиэлю 30 000 шекелей (8000 долларов США) за понесённые последним судебные издержки. Также суд удовлетворил просьбу Узиэля о том, чтобы этот иск был не просто отменён, а именно отклонён, что лишило Поланского возможности в будущем снова подать иск на Узиэля по тому же самому вопросу.
В конце декабря 2019 в интервью Paris Match и Gazeta Wyborcza Полански обвинил Узиэля в том, что тот тщательно спланировал международную кампанию, чтобы запятнать его имя и репутацию и разрушить его карьеру.

## Real Women Real Stories
Кинопроект «Real Women Real Stories», начатый Узиэлем 8 марта 2016 года, — это международное собрание задокументированных на видео свидетельских показаний женщин со всего мира, где они выносят на всеобщее обозрение, делятся с общественностью и обсуждают различные темы, одновременно предоставляя разнообразные заслуживающие всеобщего внимания информационные материалы. Посредством этих документальных фильмов проект «Real Women Real Stories» Узиэля намерен поставить зрителя лицом к лицу с обсуждаемыми на экране проблемами и позволить женщинам выразить своё мнение о том, что требует особого внимания. С самого момента своего запуска материалы проекта были с большим успехом продемонстрированы на международном уровне. В проекте принимают участие Дель Кастильо, Кейт, Бри Олсон, Четри, Киран, Эстер де Йонг, Ванесса Ноэль, Джесса Крисп, Хода Али, Диоп, Худия, Шандра Воворунту, Эми Полен, Брук Акстелл, Никки Дюбоз, Леа Винсент, Льюис, Шарлотта (актриса).

## Активизм
Матан Узиэль ранее работал постоянным представителем National Eating Disorders Association). Во время своего пребывания на этом посту он создал на Change.org петицию против Spreadshirt, обвиняя в ней компанию, занимающуюся торговлей через Интернет, в продаже футболок, принты на которых представляли в приукрашенном виде, а в некоторых случаях и вовсе восхваляли, привычки, приводящие к расстройствам пищевого поведения.
Более десяти лет назад в сети появилось видео, в котором мексиканская актриса Вьет, Мишель предстала в обнажённом виде. Эта неприятная ситуация вызвала у неё серьёзное душевное потрясение, с которым она до сих пор пытается справиться. В июле 2017 года Вьет связалась с Узиэлем, который, в свою очередь, помог ей удалить это порочащее честь видео из сети Интернет.
В августе 2017 года Узиэль запустил петицию, в которой призывал к помещению в специализированное лечебное учреждение бывшего священника, а ныне осужденного детского насильника Пола Шенли, мотивируя это тем, что там у него не будет доступа к детям. По состоянию на 5 августа 2017 года петицию подписали более 15000 человек, которые также призывали и к установлению с помощью GPS-браслета постоянного мониторинга местонахождения Шэнли.
16 февраля 2018 года Хоссу, Катинка, трехкратная олимпийская чемпионка Венгрии и девятикратная чемпионка мира по многоборью, подала на развод с Шейном Тусупом. 25 мая 2018 года страница Хоссу на Facebook была удалена Тусупом, который был единственным администратором страницы. Однако 6 июня 2018 года Хоссю восстановила доступ к своей странице в Facebook, а затем в Instagram при содействии Узиэля.
В августе 2019 года Узиэлем и его командой проекта «Real Women Real Stories» было обнаружено, что на сайте Amazon UK в продаже находятся футболки с жуткой фотографией времён Холокоста, на которой запечатлён расстрел человека, стоящего на краю братской могилы. На данных товарах фигурировала печально известная фотография, носящая название Последний еврей Винницы. Узиэль переслал информацию об этом на израильский «Канал 2», и уже после запроса с этого канала Amazon удалила эти товары со своего сайта. Однако, по состоянию на август 2019 года, сообщалось, что другие сомнительные товары всё ещё доступны на Amazon.

## Личная жизнь
Матан Узиэль — еврей, у него есть две сестры. Он является внуком Моше Гуэрона и имеет тесные связи с Арианнаой Хаффингтон.